# Opactwo Cystersów w Koronowie

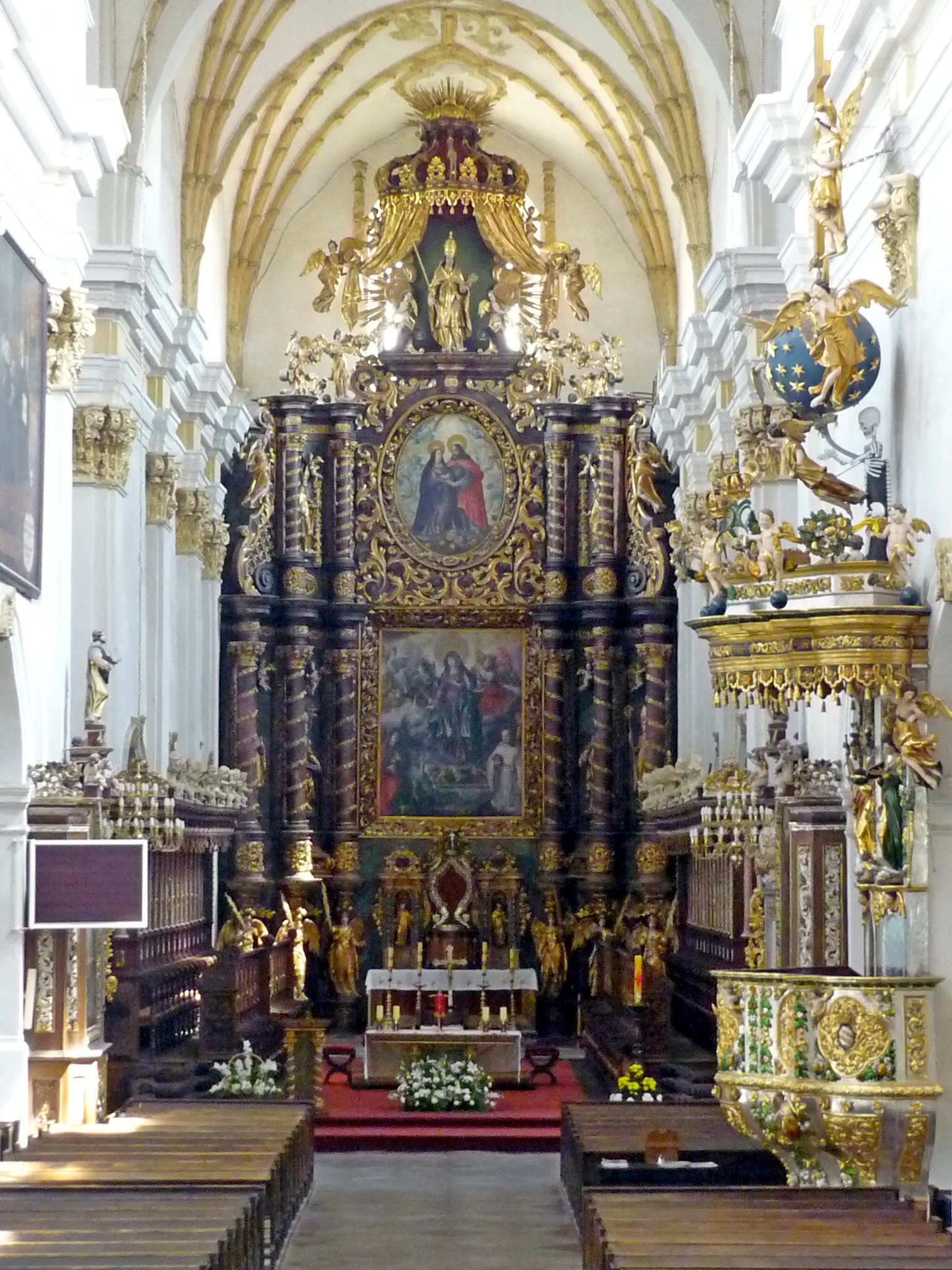
Ołtarz główny kościoła klasztornego

Opactwo Cystersów w Koronowie – dawne opactwo cystersów w Koronowie, w województwie kujawsko-pomorskim. Współcześnie kościół pocysterski, obecnie bazylika mniejsza pod wezwaniem Wniebowzięcia Najświętszej Marii Panny pełni funkcję świątyni parafialnej parafii pod tym samym wezwaniem, natomiast w budynkach klasztornych mieści się Zakład Karny.

## Historia
Początki opactwa cysterskiego w Koronowie wiążą się z opactwem byszewskim. Zakonnicy sprowadzeni zostali na te tereny (do Byszewa) w 1256, a ich klasztorem macierzystym był Sulejów. Ze względu na wielokrotne potyczki z Krzyżakami i ostateczne zburzenie przez nich klasztoru byszewskiego w 1283, cystersi zdecydowali się na przeniesienie siedziby. Nową lokacją była wieś Śmiewce (w dokumentach występująca jako Smevce lub Smeysche) położona w dolinie Brdy. Ze względu na położenie na skrzyżowaniu szlaków handlowych (ze Świecia do Nakła i z Gdańska do Poznania) istniały tu lepsze warunki do rozwoju opactwa niż w Byszewie. Do klasztoru nazywanego na początku Nowym Byszewem pierwsi zakonnicy przybyli na początku marca 1289. Opactwo nazywane oficjalnie Corona S. Marie w 1368 otrzymało od króla Kazimierza Wielkiego przywilej lokacji miasta na prawie magdeburskim, któremu od nazwy klasztoru nadano nazwę Koronowo. Cystersi otrzymali również przywilej targowy, a niewiele później od Kazimierza Jagiellończyka prawo organizacji dwóch jarmarków rocznie.
Mimo podmokłego terenu zakonnicy radzili sobie dobrze z budową kościoła i klasztoru. Budowę kościoła prowadzono od roku 1289 do połowy XIV w. w dwóch fazach, w pierwszej wzniesiono prezbiterium, w drugiej korpus nawowy. W okresie tym wznoszono również zabudowania klasztorne. Ze względu na bliskość Byszewa (odległe o około 9 km) nie było konieczności wznoszenia obiektów tymczasowych, co usprawniło proces przenoszenia opactwa i samej budowy pierwszych stałych zabudowań. Kościół przeszedł jeszcze gruntowną przebudowę pod koniec XVII wieku, w wyniku której jego wnętrze otrzymało wystrój barokowy.
Do końca XIV w. opactwo rozwijało się bardzo dynamicznie. Pod koniec tego okresu jego majątek stanowiło prawie pięćdziesiąt wsi rozciągniętych na znacznym obszarze wokół opactwa. Kres prosperity przyniosła wojna z krzyżakami w 1410. Po bitwie pod Koronowem mnisi musieli opuścić opactwo, a w 1414 krzyżacy zburzyli miasto. Dalszych i bardzo dotkliwych zniszczeń klasztor doznał w czasie wojen husyckich w 1433. Poprawa sytuacji nastąpiła dopiero po zatwierdzeniu pokoju toruńskiego kończącego wojnę trzynastoletnią, kiedy Koronowo przestało być miastem nadgranicznym. Kolejne przywileje nadawali dla klasztoru Jan Olbracht, Zygmunt Stary i Zygmunt August.
Po bitwie z krzyżakami w 1410 w krypcie kościelnej pochowano poległych. Wydarzenie to opisał Jan Długosz. Dotychczas nie znaleziono jednak w kościele krypty, w której byłby ktoś niebędący zakonnikiem. Podobna sytuacja dotyczy opisywanego w źródłach historycznych pochówku w kościele zmarłego w 1377 księcia słupskiego Kaźka, syna księcia pomorskiego Bogusława V i jego żony Elżbiety, córki Kazimierza Wielkiego. Istnieją przypuszczenia, że pod kościołem istnieją nieodkryte krypty. Kwestią niewyjaśnioną jest również zamurowanie w XVII wieku w klasztornych lochach skrzyń z kruszcem, na wypadek pożaru. Fakt taki był także wzmiankowany w źródłach historycznych, a ukrytych skarbów szukali bezskutecznie Niemcy podczas II wojny światowej.
Trudne czasy dla klasztoru nastały z nadejściem potopu szwedzkiego oraz wojny północnej. Na początku XVIII w. klasztor toczył też spór z biskupem włocławskim o jurysdykcję nad klasztorem, zakończony korzystną dla klasztoru decyzją audytora papieskiego. W wyniku pierwszego rozbioru Polski klasztor znalazł się pod zaborem pruskim, a w 1819 liczący 14 zakonników konwent został skasowany przez władze pruskie. Kościół cysterski zamieniono na parafialny, użytkowany wspólnie przez katolików i ewangelików. Zabudowania klasztorne po 1819 roku zostały przeznaczone na więzienie, a młyny nad Brdą dostały się w prywatne ręce.

## Architektura kościoła i klasztoru
Budowę kościoła rozpoczęto w 1289. Za twórcę projektu uważa się mnicha Theodricusa. Kościół wzniesiony został z cegły w stylu gotyckim jako trójnawowa bazylika z transeptem i dwoma rzędami kaplic. Budowę kościoła prowadzono w trzech etapach, z czego dwa pierwsze miały miejsce w XIII i XIV w., a trzeci na przełomie XVII i XVIII w., kiedy to opat Ignacy Bernard Gniński (1686-1706) doprowadził do przebudowy wnętrza kościoła ze stylu gotyckiego na barokowy. Stąd też północny rząd kaplic wykonany jest w stylu gotyckim, a południowy – w stylu barokowym.
Kościół posiada bardzo bogate wyposażenie oraz elementy architektoniczne. W prezbiterium zachowane są dwa gotyckie, ceramiczne, maskowe wsporniki sklepienne. Zewnętrzne ramię transeptu pokrywają fragmenty fryzu z XIV w. wykonanego z barwnych glazurowanych płytek ceramicznych z różnie odczytywanymi przedstawieniami. Sklepienia kościoła pokryte są bogatą dekoracją stiukową.
W barokowym wnętrzu kościoła znajdują się zasługujące na szczególną uwagę: ołtarz główny z obrazami Bartłomieja Strobla, piękne stalle, dziesięć obrazów przedstawiających zdarzenia z życia klasztoru, chór muzyczny rokokowy, ambonę z XVII. Główny ołtarz wykonany został w 1738 roku. Jego strukturę wykonał miejscowy cysters Alanus Chilicki. Ołtarz jest drewniany, polichromowany kolorystycznie, złocony, z motywami roślinnymi. Wieńczy go baldachim i figura św. Benedykta Papieża. W ołtarzu znajdują się dwa obrazy Bartłomieja Strobla: w części środkowej Wniebowzięcie NMP ze świętymi Janem Ewangelistą (patronem św. Bernarda z Clairvaux) i Apostołami u grobu, a w górnej Powitanie Maryi w Niebie przez Chrystusa. Drewniana, polichromowana w kolorze brązów ambona pochodzi z końca XVII w. Charakteryzuje ją bogata dekoracja rzeźbiarska.
W XVIII w. zabudowania klasztorne zostały całkowicie przebudowane. Pierwotne budynki wyburzono, po czym w nieco innym miejscu wzniesiono nowe, barokowe. W tym samym czasie na południe od klasztoru powstała rezydencja opata. 
Od 1819 roku na mocy reskryptu króla Fryderyka Wilhelma III w zabudowaniach poklasztornych utworzono więzienie. Na jego potrzeby zajęto wszystkie budynki zlokalizowane po wschodniej i południowej stronie świątyni, m.in. pałac opata i furtę klasztorną. W ciągu roku klasztor częściowo przebudowano i zaadaptowano do nowej funkcji, zachowując jego bryłę, elewacje, jak również w znacznym stopniu układ pomieszczeń i sklepienia. W drugiej połowie XIX w. rozebrano południowo-wschodni narożnik, zastępując go nowym, pięciokondygnacyjnym budynkiem więziennym. W 1871 powstał charakterystyczny budynek nowego pawilonu (tzw. „Trojan”), do dziś górujący nad pozostałymi zabudowaniami. Ponadto wzdłuż południowej krawędzi dziedzińca powstał obiekt gospodarczy (prawdopodobnie kuchnia; obecnie kaplica więzienna i magazyn). 
Pałac opacki, będący dzisiaj domem mieszkalnym zakładu karnego, jest w złym stanie technicznym.